# Aneilema neocaledonicum
Aneilema neocaledonicum là một loài thực vật có hoa trong họ Commelinaceae. Loài này được Schltr. mô tả khoa học đầu tiên năm 1906.